# 第9勤務部隊
第9勤務部隊（德語：Diensteinheit IX）是隸屬前德意志民主共和國（東德）人民警察的秘密反恐單位。該單位也稱為“人民警察第9連”（德語：9. Volkspolizei-Kompanie） 。

## 歷史
基於1972年慕尼黑慘案的發生以及為了應對東德境內日益增加的犯罪，當局意識到有成立一支高效、專業警察部隊的必要性。在目睹德意志聯邦共和國（西德）於1970年代初成立了边境保护第9群（GSG 9）和多支特別行動突擊隊（SEK）後，東德政府便決定著手創立一個類似的單位。由於在當時東德境內並不存在一支相仿的部隊，使他們需要透過從西方國家和蘇聯特種部隊的相關情報和資料作參考  。終於，在1973年，東德當局臨時地創立了第9勤務部隊。該單位後來於1974年由恩斯特·法比安與最初的30名成員正式成立  ，並參與了萊比錫博覽會的保安工作。
1990年兩德統一以後，第9勤務部隊遭到解散，部份成功通過嚴格政治審查的人員併入一些州份的特別行動突擊隊成為其隊員並繼續服役（如：梅克倫堡-西波美拉尼亞州和薩克森-安哈爾特州的特別行動突擊隊） 。
有別於其他華沙條約國家的特種部隊，該單位除了以東方陣營的槍械作主流裝備以外也同時配備了一些西德製的武器和裝備。

## 任務類型
該單位主要從事反恐作戰，以下是他們會執行的任務類型：
- 人質救援
- 要員保護
- 高風險執法
- 在大型活動或特殊節日進行保安工作
- 搜捕蘇軍逃兵[2]

## 組織
第9勤務部隊直屬國家安全部，它在各個地區的首府都秘密地駐有子單位。這是基於德國統一社會黨並不會向公眾公開和承認國內所發生的罪案，因此該單位的存在也算是國家機密。

## 招募
第9勤務部隊的成員們都是從人民警察中招募，有意加入的人年齢必須介乎25-39歲之間。此外，他們還必須從警察學校畢業，並通過嚴格的體能和心理測驗。

## 已知裝備

### 個人武器

#### 突擊步槍
| 武器名稱 | 原產地 | 備註                 | 參考資料 |
| -------- | ------ | -------------------- | -------- |
| MPi-KMS  | 东德   | 可配備消音器和瞄準鏡 | [ 6 ]    |
| HK33     | 西德   | 包括衍生型HK33/SG1   | [ 6 ]    |

#### 狙擊步槍
| 武器名稱 | 原產地 | 備註 | 參考資料 |
| -------- | ------ | ---- | -------- |
| SVD      | 苏联   | -    | [ 6 ]    |
| HK PSG1  | 西德   | -    | [ 6 ]    |
| SSG 82   | 东德   | -    | -        |

#### 衝鋒槍
| 武器名稱        | 原產地       | 備註         | 參考資料 |
| --------------- | ------------ | ------------ | -------- |
| PM-63 Rak       | 波蘭         | -            | [ 6 ]    |
| Vz. 61 Skorpion | 捷克斯洛伐克 | 可配備消音器 | [ 6 ]    |
| HK MP5          | 西德         | A3、K、SD    | [ 6 ]    |

#### 手槍
| 武器名稱  | 原產地 | 備註           | 參考資料 |
| --------- | ------ | -------------- | -------- |
| PM        | 东德   | -              | [ 6 ]    |
| FEG PA-63 | 匈牙利 | -              | [ 6 ]    |
| APS       | 苏联   | 可配備木製槍托 | [ 6 ]    |

### 個人裝備
- 雨點迷彩作戰服及單兵裝具
- 戰術頭盔
  -  TIG PSH-77
  -  Wz 63
  -  Wilde機車頭盔
- 防彈背心
  -  ZhZT-71
- 無線電

## 延展閱讀
- Frank. Metzner/Joachim Friedrich B. . Motorbuch Verlag. 2002.
- Sören Sünkler. . Motorbuch Verlag. 2010.

## 另見
- 德國聯邦警察GSG 9
- 特別行動突擊隊